# Эссекский диалект английского языка

Местонахождение Эссекса в Англии.

Эссекский диалект английского языка (англ. Essex dialect) — это стремительно исчезающий диалект, схожий с некоторыми формами диалектов английского восточной Англии и в основном распространённый на севере, востоке, а также в центре графства Эссекс. Этот диалект очень схож с диалектами Суффолка и Норфолка, но также имеет и свои особенности. В условиях высоких темпов урбанизации в Англии, а также в связи с политикой властей по выселению людей из агломерации Лондона, умеренная форма лондонского акцента — эстуарный английский — стала самой распространённой на юге страны. В результате увеличивающегося влияния Лондона, использование акцентов села и эссекского диалекта теперь часто (но не всегда) приписывается представителям старшего поколения, что ставит само существование эссекского диалекта под серьёзную угрозу. В удаленных от Лондона местах графства Эссекс диалект (включая характерный акцент) все ещё активно используется.
Например, диалект очень распространён, даже среди молодёжи, в прибрежном городе Харидж. Наличие этого диалекта у жителей города является одной из его ключевых особенностей - название «Харидж» они произносят как arridge. В Маннингтри, находящемся неподалёку, жители называют его mannintree, пропуская g.
Большинство отличительных черт диалекта, включая манеру речи и словарный запас, было зафиксировано еще в конце девятнадцатого — начале двадцатого веков. Исследование диалектов английского языка 1950-1961 гг. в Эссексе проводилось в 14 местах, большая часть которых находилась в сельской местности на севере графства. Столь большое число мест для исследования было выбрано не случайно: девять дополнительных районов были исследованы в ходе реализации программы Фулбрайта уже после основного исследования.
Диалект был проиллюстрирован словарем Essex Dialect Handbook, а недавно[уточнить] студия звукозаписи Essex County Records записала специальный компакт-диск, содержащий речь на эссекском диалекте, в целях его сохранения.

## Произношение
- использование дифтонга [aɪ], характерное для всех восточноанглийских диалектов и других сельских диалектов английского, например, right > ‘roight’
- укорочение определённых длинных гласных с [i:] на [ɪ], например, been > ‘bin’, seen > ‘sin’
- опущение звука [j], как и Норфолкском и Суффолкском диалектах
- опущение звука [l], например, old > ‘owd’
- звуки часто отпадают для упрощения произношения, например: wonderful > ‘wunnerful’, сorrectly > ‘creckly’, St Osyth > ‘Tozy’

## Грамматика
Разнообразие ситуаций употребления глагола «do», характерное для Суффолка и Норфолка, отсутствует в эссекском диалекте.